# Chayanta
Chayanta è un comune (municipio in spagnolo) della Bolivia nella provincia di Rafael Bustillo (dipartimento di Potosí) con 15.494 abitanti (dato 2010).

## Cantoni
Il comune è suddiviso in 9 cantoni.
- Amayapampa
- Aymaya
- Chayanta
- Chiuta Cala Cala
- Coataca
- Irupata
- Nueva Colcha
- Panacachi
- Río Verde